# جالو ماتيزي
جالو ماتيزي، (بالإنجليزية: Gallo Matese)‏، هي بلدة صغيرة و(بلدية) في مقاطعة كازيرتا في إقليم كامبانيا الإيطالي، وتقع في وادي مع الحدود مع موليزي، على بعد حوالي 70 كم (43 ميل) شمال نابولي، وحوالي 45 كيلومتر (28 ميل) شمال كازيرتا. هي أيضًا موطن بحيرة اصطناعية تحمل الاسم نفسه. أراضيها جبلية في الغالب.

## السكان
في سنة 1861 بلغ عدد السكان 2٬272 نسمة، وتطور العدد ليصل في سنة 2011 لـ 648 نسمة.
يظهر هذا المخطط البياني تطور النمو السكاني لـ جالو ماتيزي